# Forward Operating Site
Eine Forward Operating Site (FOS) ist im Sprachgebrauch der Vereinigten Staaten die mittlere Stufe eines Militärstützpunkts außerhalb des Mutterlandes. Es handelt sich dabei um Stützpunkte, die in erster Linie als Operationsbasis für regelmäßig wechselnde Einheiten dienen. Die Infrastruktur der Einrichtungen selbst soll mit minimalem Aufwand funktionieren, aber die nötigen militärischen Dienstleistungen für Truppen mit erhöhter Gefechtsbereitschaft bereithalten, die von dort aus Einsätze in der Region ausführen. Begrenzt sollen FOSs auch zusätzliche Ausrüstung bereithalten, um innerhalb kurzer Zeit erheblich größere Verbände dort stationieren und einsatzfähig erhalten zu können. Zudem bieten sie die Möglichkeit, einheimische Soldaten und Polizeieinheiten auszubilden.
Die FOSs gehen auf ein Konzept zurück, das US-Präsident George W. Bush im August 2004 für die Stationierung der Streitkräfte der Vereinigten Staaten vorgestellt hat. Es sieht bis 2014 einen Abzug von US-Truppen insbesondere aus Westeuropa und eine Verlegung in die USA sowie in geringerem Maß in andere Staaten vor. Zentrale Elemente dieses neuen Stationierungskonzepts sind den FOSs übergeordnete Main Operating Bases (MOB) und ihnen nachgeordnete Cooperative Security Locations (CSL).
Die FOSs sind im so genannten „arc of instability“ („Bogen der Instabilität“) von Westafrika über Südasien und den Pazifischen Ozean bis zu den Anden angeordnet. Jedes ist fest einem MOB untergeordnet. Das im Oktober 2002 eingerichtete Camp Lemonnier bei Dschibuti diente als Vorlage für die folgenden FOSs. Beispiele für FOSs sind „Eagle Base“ nahe Tuzla in Bosnien, Camp Bondsteel in Kosovo, RAF Fairford in Großbritannien, die Incirlik Air Base in der Türkei, die Luftwaffenstützpunkte Thumrait und Masirah in Oman.